# Université Sophia
L'université Sophia (上智大学, Jōchi daigaku) est une université privée japonaise située dans l'arrondissement de Chiyoda à Tokyo. 
Selon le Times Higher Education, l'université Sophia fait partie des trois meilleures universités privées du Japon, les deux autres étant l'université Keio et l'université Waseda. Par ailleurs, l'université Sophia est l'une des trois universités privées faisant partie du prestigieux groupe Sōkeijōchi (早慶上智). Elle est affiliée à la Compagnie de Jésus, et a été fondée en 1913.
Les anciens élèves de Sophia sont appelés « Sophiens » ; parmi eux, on compte le 79e Premier ministre du Japon, Morihiro Hosokawa, plusieurs personnalités politiques représentées à la Diète nationale du Japon et des professeurs de diverses institutions.

## Histoire
L'université Sophia a été fondée en 1913 en tant qu'école spéciale par la Compagnie de Jésus, mais retrace son histoire à la visite de saint François Xavier au Japon en 1549. Elle a été reconnue comme université en 1928.

## Campus

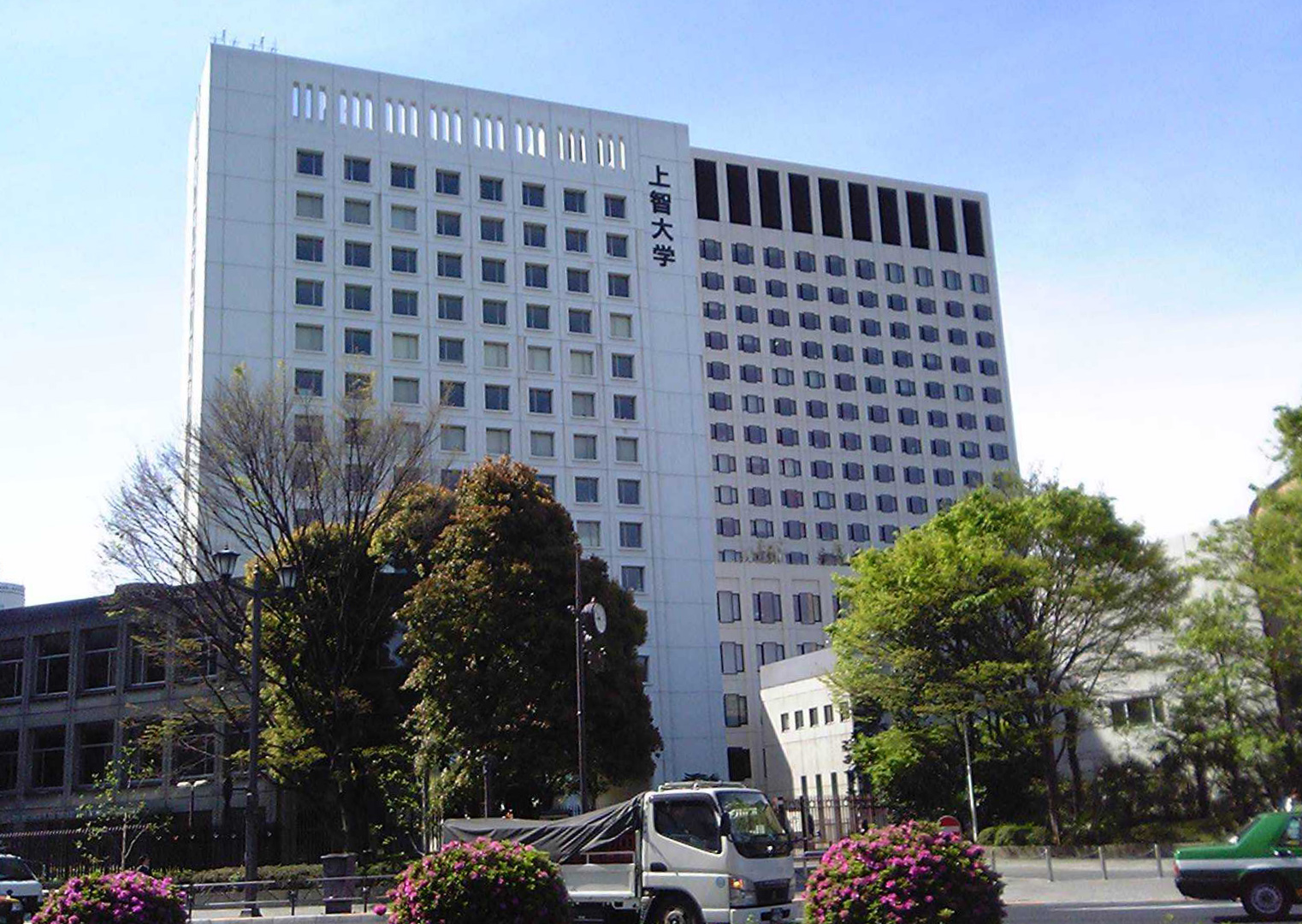
Université Sophia.

Le campus principal à Yotsuya, au centre de Tokyo, consiste en environ 25 édifices modernes.
Les autres campus sont situés à Ichigaya, Shakujii et Hadano.

## Formation
Selon une étude de 2006, les diplômés de Sophia occupent le 8e meilleur taux d'emploi parmi les 400 plus grosses entreprises du Japon. Elle occupe également la 6e meilleure place concernant le salaire moyen des diplômés[réf. nécessaire].

## Personnalités liées

### Étudiants
- Hubert Cieslik (1914-1988), prêtre jésuite, il y étudia la langue japonaise et la philosophie

- Morihiro Hosokawa, 79e Premier ministre du Japon
- Kōichirō Genba, homme politique, ministre des Affaires étrangères
- Seiko Noda, homme politique, ministre des Affaires intérieures et des Communications
- Mukhriz Mahathir, ministre en Menteri Besar de l'État de Kedah
- Carlos Holmes Trujillo, homme politique colombien
- Adolfo Nicolás, 30e supérieur général de la Compagnie de Jésus
- Jake Adelstein, journaliste américain
- Kuniko Inoguchi, politologue et homme politique
- Megumi Hirose, femme politique
- Hikaru Nishida, art dramatique ;
- Peer Schneider (en), vice-président chez IGN ;
- Melody Yoko (1988-), mannequin japonaise.

### Enseignants
- Yachita Tsuchihashi (1866-1965), astronome, mathématicien et professeur de lettres chinoises, prêtre jésuite japonais, membre de l'équipe fondatrice et recteur de l'université de 1939 à la fin de la Seconde Guerre mondiale.
- Hugo Enomiya-Lassalle (1898-1991), prêtre jésuite, il fut un promoteur du dialogue inter-religieux entre le bouddhisme zen et le catholicisme
- Wilhelm Kleinsorge (1906-1977), prêtre jésuite, il enseigna l'allemand et appris la langue japonaise
- Hubert Schiffer (1915-1982), prêtre jésuite, il enseigna l'économie
- Kakichi Kadowaki (ja), enseignant en philosophie et prêtre jésuite, a écrit « Le Zen et la Bible » (« Koan to Seisho no Shindoku ») dans lequel il explore les voies parallèles entre zen et christianisme, en particulier à travers le déroulement d'un Sesshin zen par rapport à une retraite catholique selon les Exercices spirituels de saint Ignace de Loyola. Cet auteur, originaire du Japon, a pratiqué en profondeur le zen auprès de maîtres de cette discipline avant de découvrir le christianisme.
- Giuseppe Pittau (1928-2014), prêtre jésuite, il enseigna les sciences politiques à la faculté de Droit
- Akira Mizubayashi, qui y enseigne la littérature française.
- Le père jésuite Jean-Claude Hollerich, d'origine luxembourgeoise, est nommé archevêque de Luxembourg par le pape Benoît XVI, le 11 juillet 2011. Il est créé cardinal par le pape François le 5 octobre 2019.
- Le père jésuite Alain Maucorps.

### Articles annexes
- Alliance des universités d'arts libéraux d'Asie
- Liste des universités japonaises